# چشم در برابر چشم (فیلم ۲۰۱۹)
چشم در برابر چشم (به انگلیسی: Eye for an Eye) با نام اصلی کسی که با آهن می‌کشد (به اسپانیایی: Quien a hierro mata) فیلمی است اسپانیایی‌زبان در ژانر درام و مهیج و محصول مشترک سه کشور اسپانیا، آمریکا و فرانسه در سال ۲۰۱۹ میلادی می‌باشد. فیلم را پاکو پلاسا کارگردانی کرده و خورخه گریکائچه‌باریا، لوئیس تسار، ماریا باسْکِـس و ایسمائل مارتینس در آن به ایفای نقش پرداخته‌اند. نام اصلی این فیلم برگرفته از اصطلاح اسپانیایی Quien a hierro mata, a hierro muere (به معنای کسی که با شمشیر زندگی می‌کند با شمشیر می‌میرد) است.

## داستان
ماریو (با بازی لوئیس تسار) یک پرستار دلسوز در خانهٔ سالمندان است. او همسری پابه‌ماه دارد. روزی یک قاچاقچی مواد مخدر کهنسال به نام آنتونیو پادین را که به علت بیماری لاعلاج از زندان آزاد شده را در آن خانهٔ سالمندان بستری می‌کنند؛ ولی ماریو به‌واسطهٔ برادری که داشته و به علت اعتیاد به ایدز مبتلا شده و درگذشته، از آنتونیو کینهٔ شخصی دارد، در اندیشهٔ انتقام از اوست. برای این منظور او پنهانی به آنتونیو مواد مخدر تزریق می‌کند. از طرفی پسران آنتونیو در جریان دلالی مواد مخدری که پدرشان با آن موافق نیست از چینی‌ها رودست می‌خورند و همه‌چیزشان را از دست می‌دهند. پسر کوچکتر به نام کیکو هم به زندان می‌افتد و در زندان از سوی کلمبیایی‌هایی که مواد آنها را چینی‌ها دزدیده‌اند تهدید می‌شود. برادر بزرگتر به نام تونیو می‌کوشد پدرش را برای پرداخت پول به کلمبیایی‌ها راضی کند ولی آنتونیو زیر بار نمی‌رود. تونیو که درمانده شده به تهدید ماریو و پزشکی که رئیس بیمارستان است برای ترخیص پدرشان می‌پردازد. در جریان این تهدید رئیس بیمارستان کشته می‌شود. سرانجام ماریو که نگران شده با تزریق مقداری زیاد مواد آنتونیو را می‌کشد و شواهد آزمایشی را هم پاک می‌کند. همان شب تونیو ماریو را تعقیب می‌کند ولی در حادثهٔ رانندگی تصادف می‌کند و ماریو او را کشته و سرنگ تزریق مواد را در دست او می‌گذارد تا وانمود کند که او قصد قتل آنتونیو را داشته است. پس از خاک‌سپاری وکیل آنتونیو از ماریو می‌خواهد تا در جلسهٔ قرائت وصیت‌نامه حاضر باشد. پس از خواندن وصیت ماریو متوجه می‌شود که آنتونیو همه چیزش را به او بخشیده است. کیکه که در جلسه حاضر است خشمگین شده و به عواملش در بیرون زندان دستوری می‌دهد. ماریو به خانه برمی‌گردد ومی‌بیند که همسرش خولیا در حال شیر دادن پسر نوزادش کشته شده است.